# Эрнст Ставро Блофельд
Эрнст Ставро Блофельд — один из персонажей-злодеев из серии книг и фильмов о Джеймсе Бонде. Блофельд — глава террористической организации СПЕКТР и один из основных врагов секретного агента английской спецслужбы «МИ-6» Джеймса Бонда.
В фильмах (но не книгах) Блофельд обычно появляется в сопровождении белого ангорского кота. Первое время в этих фильмах было принято не показывать его лицо, а только крупный план его рук, поглаживающих кота. Однако в фильме «Живёшь только дважды» и последующих эта «традиция» была нарушена.
Блофельд появлялся в шести «официальных» фильмах о Джеймсе Бонде до перезапуска франшизы, а также в фильме «Никогда не говори „никогда“» — ремейке «Шаровой молнии». Поэтому его можно считать самым серьёзным и упорным врагом Бонда.
В фильме «007: Спектр» Блофельд появляется вновь и снова оказывается фактически основным противником Джеймса Бонда.

## Биография
Эрнст Ставро Блофельд родился 28 мая 1908 года (это также день рождения Яна Флеминга) в Данциге (тогда Германская империя, ныне Польша). Его отцом был поляк, а матерью — гречанка. Блофельд посещал Варшавский университет, где изучал экономику и политическую историю. Позднее он поступил в Варшавский политехнический университет, где специализировался на технике и радиоэлектронике. Годы Второй мировой войны он провёл в Турции, где работал на радио и основал разведывательную организацию — он продавал информацию обеим сторонам, но после разгрома войск Эрвина Роммеля перешёл на сторону союзников.
Несмотря на то, что Блофельд готов убить миллионы людей для достижения своих целей, у него есть определённая профессиональная щепетильность. Например, в книге «Шаровая молния» во время обычного похищения девушки с целью выкупа он узнал, что один из агентов изнасиловал её. В итоге агент в наказание был убит Блофельдом, а девушка была возвращена отцу вместе с половиной выкупа. Блофельд сделал это не из моральных соображений, а как доказательство того, что «S.P.E.C.T.R.E» держит слово перед теми, с кем «ведёт дела».
Появление в книгах:
- Шаровая молния (1961)
- На секретной службе Её Величества (1963)
- Живёшь только дважды (1964)

Появления в фильмах:
- Из России с любовью (1963)
- Шаровая молния (1965)
- Живёшь только дважды (1967)
- На секретной службе Её Величества (1969)
- Бриллианты навсегда (1971)
- Только для твоих глаз (1981)
- Никогда не говори «никогда» (неофициальный, 1983)
- 007: Спектр (2015)
- Не время умирать (2021)

## Книги
В серии книг Яна Флеминга Блофельд появлялся трижды, в так называемой «трилогии Блофельда». Сначала он является главой «S.P.E.C.T.R.E», но затем его роль становится незначительной. Заговор, разработанный им и его организацией, претворяется в жизнь уже его приспешником Эмилио Ларго.
В «Шпион, который меня любил» Блофельд не появляется, но Бонд занимается его поисками. В книге «На секретной службе Её Величества» Бонд находит Блофельда в Швейцарии  и расстраивает его планы по уничтожению сельского хозяйства Великобритании. В конце романа  Блофельду удаётся отомстить, убив жену Бонда, Трэйси Бонд.
Наконец, Блофельд появляется в «Живёшь только дважды», где Бонд обнаруживает его в Японии под именем  доктора Шэттерхэнда. Это книга последняя для Блофельда, поскольку в конце его убивают.

## Фильмы
В серии фильмов о Бонде Блофельд впервые появился в «Из России с любовью», где его роль совсем незначительна. После отсутствия в одном фильме он снова появляется в «Шаровой молнии», опять в маленькой роли. В «Живёшь только дважды» он уже главный злодей, как и в «На секретной службе Её Величества», где его роль почти дословно соответствует книжной. В последнем фильме Блофельд, который в романах не принадлежал ни к каким богатым родам, пытается выторговать у Геральдической палаты себе титул «графа Бальтазара де Блешампа».
Он снова возвращается в фильме «Бриллианты навсегда», на этот раз независимо от «S.P.E.C.T.R.E». Последний эпизод с его участием — вступительная (ещё перед вступительными титрами) сцена в серии «Только для ваших глаз», где он, наконец, становится жертвой справедливого возмездия за убийство жены Бонда. Из-за проблем с авторскими правами имя Блофельда ни разу не упоминается в этом фильме, ни в тексте, ни в титрах. Всё, что указывает, что человек в инвалидном кресле — действительно Блофельд, — это присутствие ангорского кота, лысая голова и «возрождённый» приём первых фильмов: лица владельца кота не видно.
Внешний вид и особенности характера Блофельда в фильмах сильно меняются из-за постоянной смены актёров. Например, в сериях «На секретной службе Её Величества» и «Бриллианты навсегда» Блофельд не имеет шрама на лице, а в первой из них также выясняется, что Блофельд удалил себе мочки ушей, но они благополучно возвращаются на место в «Бриллиантах», вместе с целой копной волос. Впрочем, это соответствует описанию из книг Флеминга, где Блофельд постоянно меняет поведение и внешний вид, чтобы скрыться от Бонда.
В фильме «007: Спектр» было сказано, что когда родители Джеймса Бонда умерли, юного Джеймса приютил отец Эрнста Блофельда (настоящее имя Франц Оберхаузер), отец Франца просил его считать своим младшим братом. Отец Франца очень любил Джеймса, как родного сына, и уделял ему большое внимание. Франц убил своего отца и инсценировал свою смерть. После он поменял имя на Эрнст Ставро Блофельд. В конце фильма «007: Спектр» Бонд отказывается убивать Блофельда и вместо этого Блофельда арестовали. Однако в последовавшем «Не время умирать» агент все же расправляется с ним, хоть и непреднамеренно. 

## Актёры, игравшие Блофельда
Список актёров, игравших роль Блофельда, в порядке появления:
- Энтони Доусон («Из России с любовью») — не указан в титрах; роль заключалась в поглаживании кота
- Эрик Польман («Из России с любовью») — не указан в титрах; голос
- Энтони Доусон («Шаровая молния») — не указан в титрах; лицо также не видно в кадре
- Эрик Польман («Шаровая молния») — не указан в титрах; голос
- Ян Верих («Живёшь лишь дважды») — сыграл в нескольких сценах, но был сочтён неподходящим для этой роли и заменён
- Дональд Плезенс («Живёшь лишь дважды») — заменил Яна Вериха
- Телли Савалас («На секретной службе Её Величества»)
- Чарльз Грэй («Бриллианты навсегда»)
- Макс Латимер («Бриллианты навсегда») — играл двойника Блофельда
- Джон Холлис («Только для твоих глаз») — не указан в титрах; лицо также не видно в кадре
- Роберт Ритти («Только для твоих глаз») — не указан в титрах; голос
- Макс Фон Сюдов («Никогда не говори „никогда“»)
- Кристоф Вальц («007: Спектр», «Не время умирать»)

## Соратники Блофельда
- Кронстин-№ 5
- Эмилио Ларго-№ 2
- Роза Клебб-№ 3
- Осато
- Помощница Осато-№ 11
- Доктор НО

## Факты
- День рождения Блофельда (28 мая 1908) — это день рождения Яна Флеминга.
- Фамилия «Блофельд» была взята у отца английского крикетного комментатора Генри Блофельда, с которым Флеминг учился в одной школе.
- В фильмах «Из России с любовью» и «Шаровая молния» в финальных титрах вместо имени актёра, игравшего Блофельда, стоит знак вопроса.
- Эрнст Ставро Блофельд и «S.P.E.C.T.R.E» должны были стать злодеем и его организацией в фильме «Шпион, который меня любил» 1977 года, но из-за разногласий между Яном Флемингом и Кевином Макклори, связанных с авторскими правами, вместо него злодеем стал Карл Штромберг.
- Блофельд в исполнении Дональда Плизэнса в фильме «Живёшь лишь дважды» стал прообразом доктора Зло в серии фильмов «Остин Пауэрс», вплоть до стиля костюма и шрама на лице.
- Блофельд пародируется в фильме «Бриллиантовая рука» (шеф) и мультфильме «Приключения капитана Врунгеля» (шеф гангстеров, чьё лицо не видно).
- В компьютерной игре Evil Genius пародией на Блофельда является персонаж Максимилиан.
- Аллюзией на Блофельда является и главный злодей, и противник Инспектора Гаджета Доктор Джордж Коготь (Доктор Кло) из одноимённого мультсериала. Там также видны только рука и кот.